# سیستم‌عامل توزیع‌شده

Structure of monolithic kernel, microkernel and hybrid kernel-based operating systems

سیستم‌های عامل توزیع شده (سامانه‌های پایای گسترانده) (به انگلیسی: Distributed operating system) به نرم‌افزاری گفته می‌شود که سیستم‌هایی که در شبکه‌های مختلف و با راه‌های ارتباطی مختلف وجود دارند و از نظر فیزیکی مجزا هستند را مجتمع می‌کنند.